# Adam Bradbury
Pour les articles homonymes, voir Bradbury.
 (octobre 2019).
Adam Bradbury est un joueur anglais de volley-ball né le 22 août 1991 à Stoke-on-Trent. Il joue au poste de réceptionneur-attaquant. EN 2018, il rejoint l'équipe suédoise de Hylte VBK (en).

## Palmarès

### Clubs
Coupe d'Angleterre :
- 2018

Championnat d'Angleterre :
- 2018

Championnat de Suède :
- 2019